# Роули (остров)

Остров Роули (на английски: Rowley Island) е 36-ият по големина остров в Канадския арктичен архипелаг. Площта му е 1090 км2, с която се нарежда на 45-о място сред островите на Канада. Административно принадлежи към канадската територия Нунавут. Необитаем.
Островът се намира в северната част на Басейна Фокс (на север от Хъдсъновия залив), на 72 км на изток от п-ов Мелвил. На север широкия 11,45 км проток Лабрадор го отделя от по-малкия остров Кох, а на юг протока Нейви (23,2 км) от о-вите Спайсър. На 32,6 кв на изток се намира остров Брей.
Конфигурацията на острова наподобява фъстък издължен в посока от североизток на югозапад на 70 км, а ширината му варира от 7 до 20 км. Дължината на бреговата линия е 219 км и е слабо разчленена. На източното крайбрежие се намира един по-голям залив – Тайдфлат.
Релефът е равнинен с максимално височина до 67 м. Множество езера, свързани помежду си с къси реки и потоци.
На 69°04′ с. ш. 79°04′ з. д. / 69.066667° с. ш. 79.066667° з. д. има изградена автоматична радиолокационна станция (FOX 1) за ранно предупреждение и автоматична метеорологическа станция, а в близост до тях и авиописта за приемане на малки и средноголеми самолети при аварийни ситуации. На най-югозападния и най-южния нос на острова има два автоматично действащи морски фарове.
Макар че югозападното крайбрежие на острова е открито през 1822 г. от английския полярен изследовател Уилям Едуард Пари, до 1947 г. се смята за част от големия остров Бафинова земя, когато е доказано от канадски военни летци, че той, заедно със съседните острови Кох, Брей и множество други по-малки са отделни острови в Басейна Фокс. Няколко години по-късно островът е детайлно изследван и картиран и кръстен в чест на британския полярен изследовател Грейъм Уестбрук Роули (1912-2003).
|  | Тази страница частично или изцяло представлява превод на страницата „Роули (остров)“ в Уикипедия на руски. Оригиналният текст, както и този превод, са защитени от Лиценза „Криейтив Комънс – Признание – Споделяне на споделеното“, а за съдържание, създадено преди юни 2009 година – от Лиценза за свободна документация на ГНУ. Прегледайте историята на редакциите на оригиналната страница, както и на преводната страница, за да видите списъка на съавторите. ВАЖНО: Този шаблон се отнася единствено до авторските права върху съдържанието на статията. Добавянето му не отменя изискването да се посочват конкретни източници на твърденията, които да бъдат благонадеждни. |